# Palača inkvizicije, Cartagena
Palača inkvizicije, znana tudi kot inkvizicijska palača, (špansko Palacio de la Inquisición) je bila v 18. stoletju sedež Svetega urada inkvizicije v Cartageni, Kolumbija. Končana okoli leta 1770, trenutno služi kot muzej, ki prikazuje zgodovinske predmete. Med številnimi zgodovinskimi predmeti muzej prikazuje mučilno opremo, ki so jo uporabljali inkvizitorji za žrtve. Ti predmeti so bili leta 2015 pred obiskom papeža Frančiška v Kolumbiji umaknjeni iz prikaza. Od takrat so jih delno vrnili in so ponovno na ogled. Muzej je bil opisan kot ena lepših stavb v Cartageni. Navedena kot eden izmed »najboljših primerov pozne kolonialne, posvetne arhitekture v Cartageni«, je obrnjena proti Parque de Bolívar.

## Zgodovina
Izgradnjo palače je odredil Filip III. Španski. Ker je bila Cartagena trgovsko središče, prehodna točka med Karibskimi in španskimi naselbinami v zahodni Južni Ameriki, je mesto postalo tretje v Španskem imperiju, ki je imelo razsodišče Svetega urada inkvizicije. Nekateri trgovci so bili portugalski in osumljeni, da so prikriti Judje (Conversos – Judje, ki so sicer veljali za kristjane). V obdobju 1580-1640 je kroni Portugalske in Španije vladal isti monarh in v tem obdobju je bilo veliko portugalskih trgovcev dejavnih v španskih čezmorskih kolonijah. Ustanovljena leta 1610, je bila sedanja stavba dokončana veliko pozneje. Inkvizicija je palačo uporabljala tudi za sojenje Judom  in drugim nekatolikom , približno 800 posameznikov pa je bilo obsojenih za krive zločinov, kot je črna magija in so bili tam javno usmrčeni.

## Arhitektura
Palača je bila zgrajena v španskem kolonialnem slogu  z elementi baročne dobe. Razpelo zavzema eno od sten, ki gleda na opremo za mučenje. Struktura iz bele opeke ima prehode iz kamna. Prostori palače so večinoma zidani. Ogrodje palače je zgrajeno iz lesa, je dvonadstropna , pri izdelavi palače so bili uporabljeni tudi apnenci. Muzej prikazuje kovance, zemljevide, orožje, pohištvo, cerkvene zvonove in upodobitve pomembnih generalov, poleg prej uporabljene opreme za mučenje. Palača je bila delno obnovljena, da bi ohranili kolumbijsko kulturno dediščino.